# Busuluk (Samara)
Der Busuluk (russisch Бузулук) ist ein linker Nebenfluss der Samara in der Oblast Orenburg im Südosten des europäischen Teils von Russland.

## Verlauf
Der Busuluk entspringt am südwestlichen Rand des Ural im Höhenzug Obschtschi Syrt. Von dort fließt er zunächst in westlicher Richtung durch die stark landwirtschaftlich genutzte Steppe im Südwesten der Oblast Orenburg. Kurz vor der Einmündung der Gratschowka biegt er nach Norden ab.
Wenige Kilometer weiter nimmt er die Bobrowka auf und fließt anschließend in nordöstlicher Richtung, ehe er bei Busuluk in die Samara einmündet.